# Тоні Морґан (яхтсмен)
Тоні Морґан (англ. Tony Morgan, 24 серпня 1931 — 9 квітня 2024) — британський яхтсмен.
Срібний призер Олімпійських Ігор 1964 року в класі Летючий голандець.